# Ларра-Белагуа
Ларра-Белагуа (исп. Macizo de Larra-Belagua и фр. Massif de la Pierre Saint-Martin) — горный массив в Пиренеях, на границе Испании и Франции. Располагается в истоках долины Ронкаль, служит естественной границей между французским департаментом Атлантические Пиренеи и испанской провинцией Уэска. Массив сложен известняками, в верхней части выположен, интенсивно закарстован, некоторые участки массива представляют собой большие карровые поля (фр. lapiaz).

## Вершины

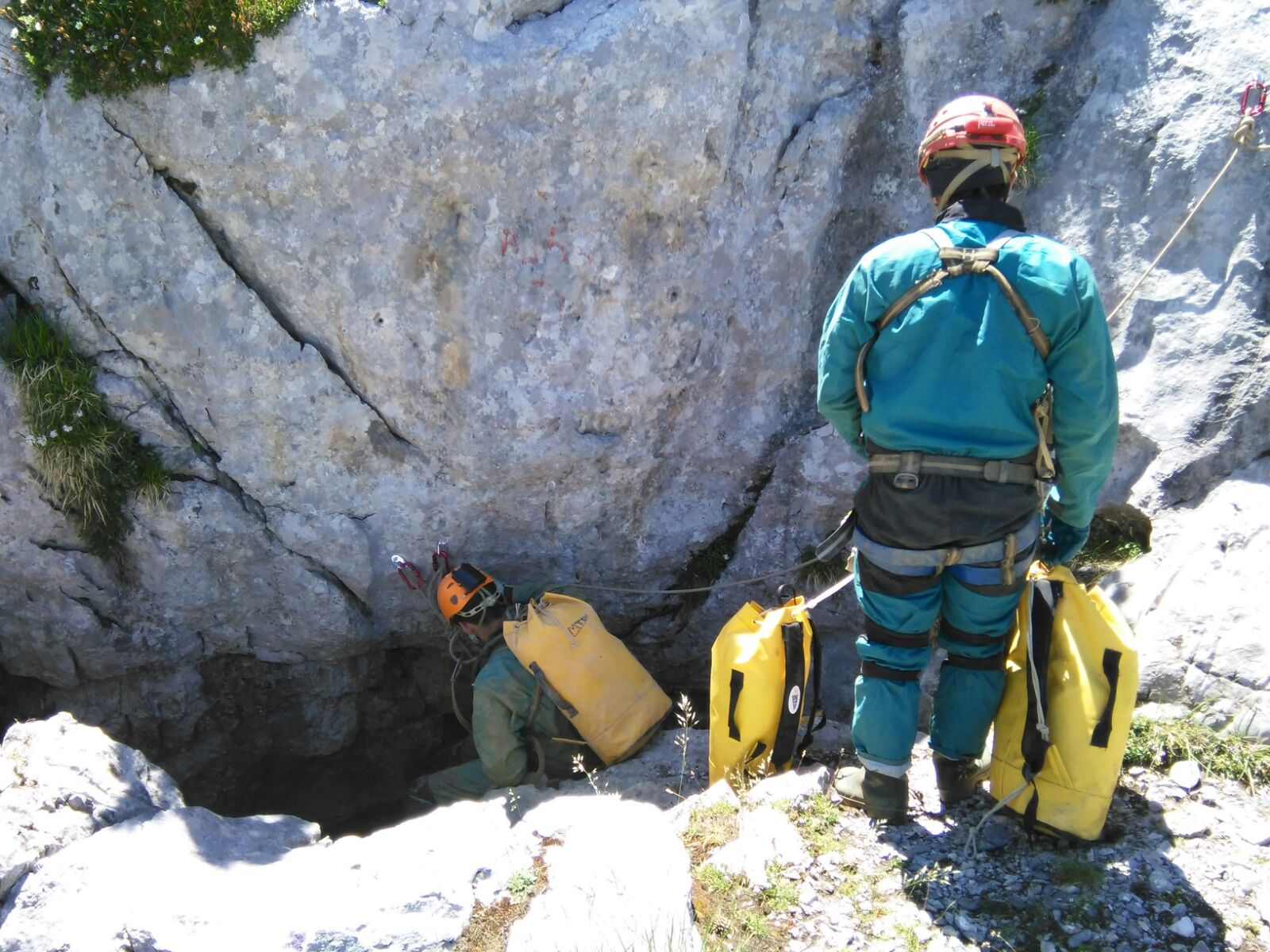
Вход к пещеру Илламинако

Самые высокие вершины массива:
1. Пик Ани или Auñamendi (2504 м[2]) 42°56′39″ с. ш. 0°43′14″ з. д.HGЯO
2. Pic de la Table des Trois Rois (2446 м[3]) 42°55′09″ с. ш. 0°43′39″ з. д.HGЯO
3. Table des Trois Rois или Hiru Erregeen Mahaia (2421 м[4]) 42°55′05″ с. ш. 0°43′24″ з. д.HGЯO
4. Pic de Pene Blanque (2385 м[5]) 42°55′32″ с. ш. 0°43′04″ з. д.HGЯO
5. Pic d'Ansabère (2377 м[6]) 42°54′12″ с. ш. 0°43′53″ з. д.HGЯO и Grande aiguille d'Ansabère[7] (2377 m)
6. Budogia (2368 м[8]) 42°55′09″ с. ш. 0°44′12″ з. д.HGЯO
7. Añelarra (2357 м[9]) 42°56′21″ с. ш. 0°43′52″ з. д.HGЯO
8. Añelarra Occidental (2349 м[10]) 42°56′23″ с. ш. 0°44′00″ з. д.HGЯO
9. Pene de Castetné (2342 или 2347 м[11]) 42°56′20″ с. ш. 0°43′33″ з. д.HGЯO
10. Pic de Countendé (2338 м[12]) 42°56′58″ с. ш. 0°42′36″ з. д.HGЯO

## Пещеры
Массив интенсивно закарстован, общее количество пещер исчисляется тысячами. Наиболее крупные исследованные пещеры:
| Название                   | Глубина, м | Длина, м | коорд                          |
| -------------------------- | ---------- | -------- | ------------------------------ |
| Пьер-Сен-Мартен            | -1410      | 87 850   | 42°58′05″ с. ш. 0°46′09″ з. д. |
| Illaminako Ateetako Leizea | -1340      | 32 612   | 42°55′37″ с. ш. 0°45′28″ з. д. |
| Réseau de Soudet           | -1188      | 10 745   | 42°58′51″ с. ш. 0°45′24″ з. д. |
| Réseau d'Anialarra         | -853       | 49 000   | 42°57′05″ с. ш. 0°44′59″ з. д. |
| Arrestelia                 | -835       | 59 600   | 42°59′09″ с. ш. 0°50′51″ з. д. |
| Réseau Lonné Peyret        | -831       | 34 240   | 42°58′30″ с. ш. 0°45′51″ з. д. |
| Grotte d'Arhpidia          | -712       | 22 573   | 42°58′45″ с. ш. 0°47′46″ з. д. |

Система Пьер-Сен-Мартен (Пропасть Лепино), открытая в 1950 году, считалась глубочайшей в мире в 1953—1954 и 1966—1979 годах (ныне входит в двадцатку). В 1953 году был открыт Зал Ла-Верна, крупнейший по объёму во Франции (на тот момент — и в мире). Пещера Арфидия (фр. Grotte d'Arhpidia) была открыта в конце 1950-х годов во время прокладки туннеля к Ла-Верне, где собирались строить первую в мире подземную гидроэлектростанцию (была запущена в 2008 году).